# Thomas Perrenot de Granvelle
Thomas Perrenot de Granvelle (* 4. Juni 1521 in Besançon; † Februar 1571 in Antwerpen) war spanischer Diplomat in London, Paris und Wien.

## Leben
Sein Vater war Nicolas Perrenot de Granvelle. Seine Geschwister waren Antoine Perrenot de Granvelle, Friedrich Perrenot de Champagney (* 1536 † 1600, 1571 Gouverneur von Antwerpen, 1578–84 wegen Begünstigung des Aufstandes der Geusen in Haft.)
Thomas Perrenot de Granvelle führte die Titel Graf von Cante-Croix und Herr von Chantonnay (spanisch: Señor de Chantonnay). Er war mit Maximilian II. befreundet.
Karl V. entsandte ihn 1543 als Ambassador to the Court of St James’s zu Heinrich VIII. von England.
Zu den diplomatischen Themen gehörte der Konflikt mit Wilhelm von Jülich-Kleve-Berg.
Auch im Jahre 1547 übernahm er im Auftrage Karls V. dessen Gesandtschaft zum Kronrat des minderjährigen Königs Eduard VI. von England.
Am 10. September 1549 heiratete er Helene van Brederode (* 1527; † 6. Mai 1572 in Antwerpen), Schwester des Großen Geusen Heinrich von Brederode. 
Philipp II. von Spanien sandte ihn von 1560 bis 1564 zu Karl IX. von Frankreich nach Paris.
1565 entsandte ihn Philipp II. zu Kaiser Maximilian II. nach Wien.
1570 wurde er krank von Philipp II. vom Botschaftsposten in Wien abberufen.
Seine diplomatische Post von 1560 bis 1570 wurde in Brüssel gefunden und dokumentiert einen katholischen Eiferer und entschiedenen Feind der Hugenotten.